# Richmond (Queensland)
Richmond è una piccola cittadina situata nella parte occidentale del Queensland, in Australia. Si trova lungo la strada principale Flinders, 498 km a ovest di Townsville e 406 km a est di Mount Isa. È il centro amministrativo della Contea di Richmond.
Il fiume Flinders, che costituisce il confine settentrionale della città, durante la stagione secca si trasforma in un piccolo torrente.

## Storia
Prima dell'arrivo degli europei l'area era abitata dalla tribù aborigena Oonoomurra.
La città prese il nome dall'antica fattoria Downs Richmond, aperta nel 1860 per l'allevamento di bovini.

## Geografia fisica

### Clima
Il clima della città di Richmond, visto il posizionamento, è semi-arido con scarse precipitazioni, che danno di conseguenza vita ad una vegetazione erbosa con radi alberi bassi in stile savana. Durante l'anno si hanno due distinti periodi: la "stagione delle piogge", da novembre a marzo e la stagione secca, da aprile ad ottobre.
In estate, durante il giorno, la temperatura può superare i 37 °C.

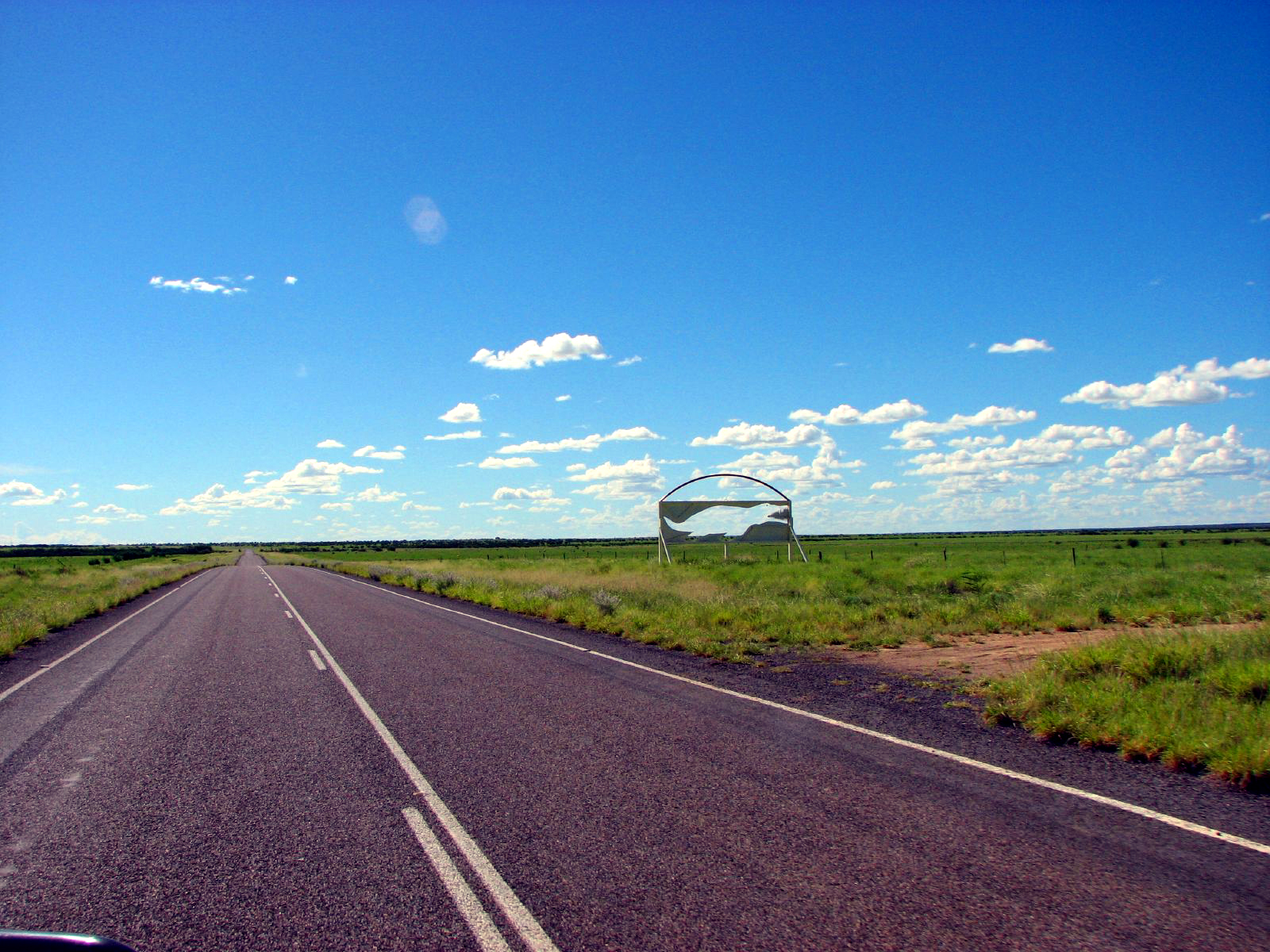
La strada Richmond Woolgar Rd

| Mese                | Mesi  | Mesi  | Mesi | Mesi | Mesi | Mesi | Mesi | Mesi | Mesi | Mesi | Mesi | Mesi | Stagioni | Stagioni | Stagioni | Stagioni | Anno  |
| Mese                | Gen   | Feb   | Mar  | Apr  | Mag  | Giu  | Lug  | Ago  | Set  | Ott  | Nov  | Dic  | Est      | Aut      | Inv      | Pri      | Anno  |
| ------------------- | ----- | ----- | ---- | ---- | ---- | ---- | ---- | ---- | ---- | ---- | ---- | ---- | -------- | -------- | -------- | -------- | ----- |
| T. max. media (°C)  | 36,8  | 35,7  | 34,9 | 32,7 | 29,1 | 26,1 | 26,0 | 28,5 | 32,3 | 35,8 | 37,5 | 38,1 | 36,9     | 32,2     | 26,9     | 35,2     | 32,8  |
| T. min. media (°C)  | 23,0  | 22,5  | 20,7 | 17,0 | 13,1 | 9,8  | 8,6  | 10,1 | 13,9 | 18,0 | 20,9 | 22,4 | 22,6     | 16,9     | 9,5      | 17,6     | 16,7  |
| Precipitazioni (mm) | 123,2 | 103,5 | 60,9 | 22,6 | 15,0 | 15,2 | 9,4  | 4,3  | 6,4  | 16,3 | 31,1 | 71,2 | 297,9    | 98,5     | 28,9     | 53,8     | 479,1 |

## Economia
Tradizionalmente, le principali attività del luogo si sviluppano nel settore agricolo, con l'allevamento di pecore e bovini e la coltivazione dei campi. Il settore turistico è negli ultimi anni in espansione.
Oltre ad essere una tappa di transito importante, trovandosi sulla Flinders, è stata sede di recenti scoperte paleontologiche che hanno riportato alla luce i fossili di creature marine preistoriche, alcune delle quali stabilmente in mostra al Kronosaurus Korner.

## Infrastrutture e trasporti
La città è servita dal Richmond Airport, situato a meno di 2 km di distanza dal centro abitato. Richmond è attraversata da una linea ferroviaria e da un'autostrada, la Flinders Highway, che collega Townsville sulla costa fino ad arrivare a Cloncurry nell'entroterra.
La cittadina è dotata anche di un Golf Club, di due parchi (il Richmond Lions Park ed il Pioneer Park) e di un lago (il Recreation Lake).